# Adobe Premiere Pro
Chronologie des versions
13.1.0.193
Adobe Premiere Pro, anciennement appelé Adobe Premiere, est un logiciel de montage vidéo. Il est intégré aux versions Production Premium et Master Collection de la Creative Suite.

## Description
Adobe Premiere Pro gère de nombreux formats vidéo et intègre un système de scénarimage (storyboard) très complet. C'est un logiciel de montage virtuel comme Avid ou Final Cut Pro. Premiere Pro prend en charge le montage vidéo haute résolution jusqu'à une définition de 10 240 × 8 192, jusqu'à 32 bits par couleur de canal, en RVB et YUV.
Adobe Premiere Pro a eu longtemps mauvaise réputation dans le monde professionnel, notamment à cause de nombreux bugs et d'une interface peu ergonomique. Cependant, depuis la version «Pro», de nombreuses améliorations ont été apportées, en particulier une stabilité accrue.
Son principal atout est les liens avec les autres produits Adobe (très utilisés dans le monde professionnel), tels que Encore, After Effects ou Photoshop.
Depuis la sortie de la version Pro (7.0), il existe une version grand public, baptisée Adobe Premiere Elements, qui reprend la plupart des fonctionnalités de la version Pro, avec toutefois certaines limitations pour des besoins professionnels.

## Historique des versions
La version Premiere Pro CS5 apporte des nouveautés, en concordance à l'évolution des matériaux de prise de vues[pas clair], comme l'ajout des pré-configurations de montage pour les HDSLR (vidéo enregistrée sur reflex numérique), et les RED. Autre nouveauté, l'adjonction d'un nouveau moteur de lecture, le Mercury 64bits natif avec l'accélération du GPU (processeur graphique), qui permet d'éviter de trop utiliser le processeur mais plutôt le processeur de la carte graphique, et permet une meilleure fluidité de lecture des formats HD, ainsi que les projets les plus complexes.
La dernière version, Premiere Pro CC, possède une interface utilisateur épurée pour des processus plus fluides et de petites nouveautés.

## Liste de films notables montés sur Adobe Premiere
- Act of Valor (2012)[3]
- Gone Girl[4] (réalisé par David Fincher - 2014)
- Vaurien (réalisé par Mehdi Senoussi - 2018)
- Terminator: Dark Fate (2019)[5]